# جي. كينيدي تومسون
جي. كينيدي تومسون (بالإنجليزية: G. Kennedy Thompson)‏ هو مصرفي وشخصية أعمال أمريكي، ولد في 25 نوفمبر 1950 في روكي ماونت في الولايات المتحدة.

## وصلات خارجية
- جي. كينيدي تومسون على موقع إن إن دي بي (الإنجليزية)